# Paracarsia
Paracarsia là một chi bướm đêm thuộc họ Erebidae.